# 베를린 동역
베를린 동역(독일어: Berlin Ostbahnhof)은 독일 베를린에 있는 기차역이다.

## 개요
제2차 세계 대전 후 동베를린에 속하며 2006년 5월 26일 베를린 중앙역 개업까지 서베를린의 베를린 동물원역과 함께 베를린의 장거리 열차의 주요 터미널이었다. 베를린 중앙역 개업하자 많은 열차의 경로가 변경되며, 남북 방향의 새로운 선을 경유하는 것이 증가했다. 결과적으로, 동역을 통해 장거리 열차는 감소하고 있다.

## 역 구조
섬식 4면 8선 및 단식 1면 1선의 고가역이다.

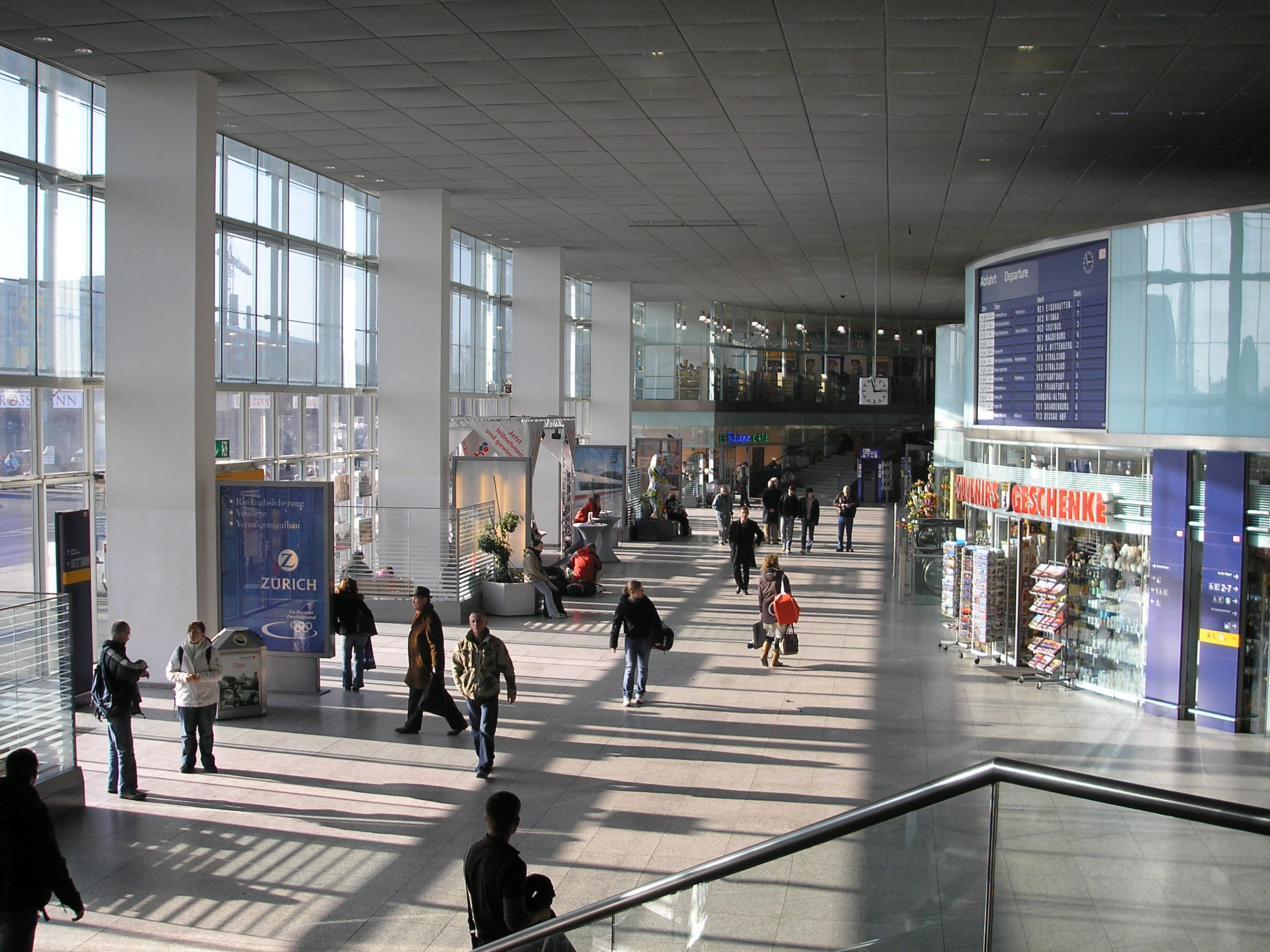
메인홀
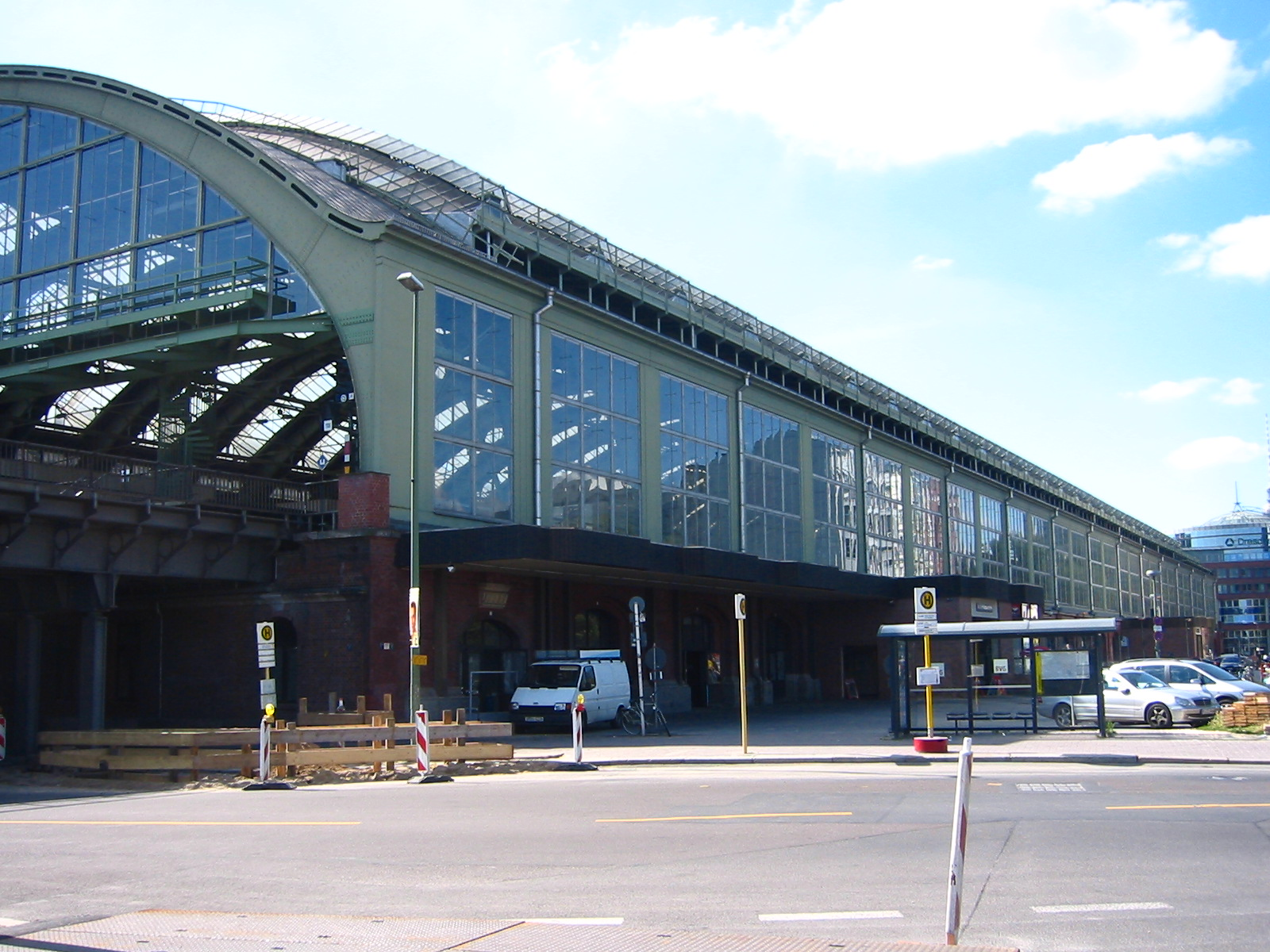
트레인 셰드 외관
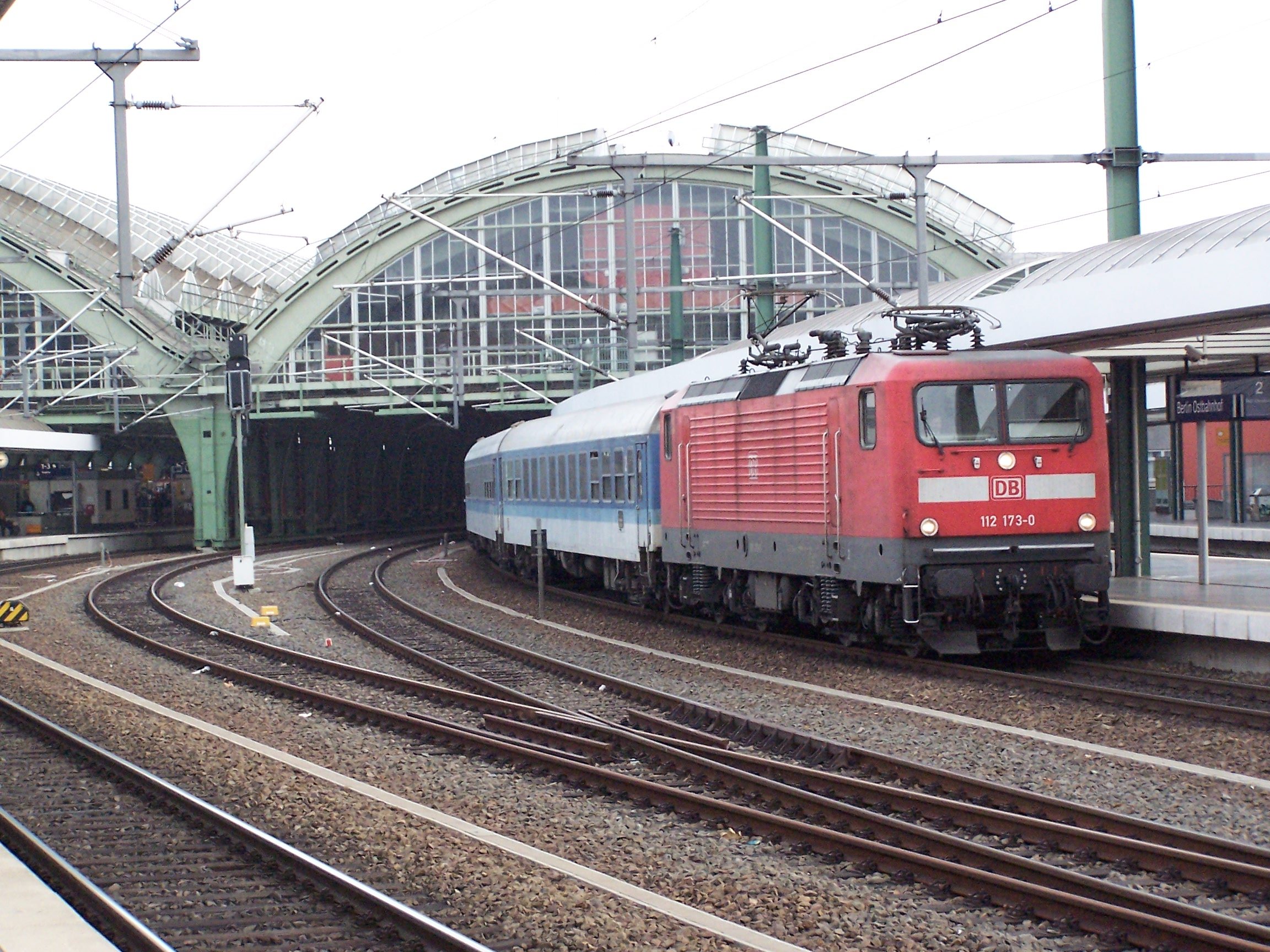
역 구내

## 같이 보기
- 이스트 사이드 갤러리
- 독일철도
- 베를린 S반
- 베를린교통공사

| HBX                                      | HBX                    | HBX                                              |
| ---------------------------------------- | ---------------------- | ------------------------------------------------ |
| 알렉산더플라츠 탈레 중앙역/고슬라어 방면 | 하르츠베를린엑스프레스 | 시·종착역                                        |
| RE·RB                                    |                        |                                                  |
| 알렉산더플라츠 마그데부르크 중앙역 방면  | RE 1                   | 오스트크로이츠 프랑크푸르트 (오데르) 중앙역 방면 |
| 알렉산더플라츠 나우엔 방면               | RE 2                   | 오스트크로이츠 콧부스 중앙역 방면                |
| 알렉산더플라츠 데사우 중앙역 방면        | RE 7                   | 오스트크로이츠 젠프텐베르크 방면                 |
| 알렉산더플라츠 비스마르 방면             | RE 8                   | 오스트크로이츠 BER 공항 방면                     |
| 알렉산더플라츠 포츠담 골름역 방면        | RB 23                  | 오스트크로이츠 BER 공항 방면                     |
| 베를린 S반                               |                        |                                                  |
| 야노비츠브뤼케 슈판다우 방면             | S3                     | 바르샤우어 슈트라세 에르크너 방면                |
| 야노비츠브뤼케 베스트크로이츠 방면       | S5                     | 바르샤우어 슈트라세 슈트라우스베르크 노르트 방면 |
| 야노비츠브뤼케 포츠담 방면               | S7                     | 바르샤우어 슈트라세 아렌스펠데 방면              |
| 야노비츠브뤼케 슈판다우 방면             | S9                     | 바르샤우어 슈트라세 BER 공항 방면                |